# Tidslinje for det byzantinske rige
Udviklingen før rigsdelingen i 395

324: Konstantin den Store bliver Romerrigets eneherre.

330: Konstantinopel indvies officielt som rigets hovedstad 11. maj.

395: Romerrigets sidste deling i en østlig og vestlig del, herved  begynder en delvis uafhængig historisk linje for det østromerske/byzantinske rige (Østrom).

Rigsudviklingen efter 395

395-454: Theodosius-dynastiet.

527-65: Justinian 1. kejser i Konstantinopel.

529: Codex Iustinianus, kejser Justinians lovsamling, udgives. Filosofskolen i Athen lukkes.

532: Nika-opstanden mod Justinian, store dele af hovedstaden brænder.

533: Nordafrika generobres fra vandalerne og lægges ind under Konstantinopels myndighed.

537: Kirken Hagia Sophia indvies.

553: Italien er efter en opslidende generobringskrig atter en del af det romerske rige.

568: Langobarderne invaderer Italien, store dele af tidligere erobringer fra 550'erne tabes.

610-95; 705-11: Det Heraklidiske Dynasti.

610-41: Heraklios kejser, helleniseringen af riget begynder for alvor.

620: Græsk erstatter latin som officielt sprog i hele den østlige del af det byzantinske rige.

628: Byzans besejrer Sassaniderne.

639-40: Egypten tabes til araberne.

663: Konstans 2. aflægger besøg i Rom. Han er den eneste af de regerende kejsere fra Konstantinopel der nogensinde besøger Rom, mens denne hører under det byzantiske rige.

675: Arabernes første belejring af Konstantinopel.

717-802: Det Syriske Dynasti.

718: Arabernes anden belejring af Konstantinopel.

726: Billedstriden begynder.

738: Med langobardiske angreb i midtitalien svækkes den nominelle byzantinske overhøjhed over Rom.

751: Ravenna, den vigtigste by for byzans i Italien, erobres af langobarderne.

821-67: Det Frygiske Dynasti.

843: Billedstriden slutter.

865: Byzans trues første gang af russiske vikinger.

867-1054: Det Makedonske Dynasti.

907: Byzans trues anden gang af russiske vikinger.

912-13: Bulgarerne belejrer Konstantinopel.

920-44: Slægten Lakapenos dominerer rigets styrelse.

976-1025: Basileios 2. kejser, omfattende erobringspolitik gennemføres. Under Basilios 2. når riget når sit største højdepunkt siden Justinian 1.

1018: Bulgarien erobres. 

1054: Brud mellem den græsk-ortodokse og den romersk-katolske kirke.

1071: Slaget ved Manzikert - Byzantinerne lider nederlag til Seldsjukkerne og kejser Romanos 4. Diogenes tages til fange. Efter sin løsladelse, væltes han i et kup og blindes.

1071-1078: Michael 7. Doukas kejser.

1072-1074: Gradvis tab af det meste af Lilleasien til seldsjukkerne.

1078-1081: Nikephoros 3. Botaneiates kejser

1081-1183: Komnenos dynastiet.

1081-1118: Alexios 1. Komnenos kejser. 

1095: Alexios 1. appellerer til Pave Urban 2.. om hjælp mod seldsjukkerne, der nu har erobret det meste af Anatolien.

1096-1098: Det første Korstog passerer gennem byzantinsk territorium og dele af Lilleasien generobres med korsfarernes hjælp.

1118-1143: Johannes 2. Komnenos kejser.

1124-1126: Krig med Venedig. 

1120-1140: Gentagene felttog mod tyrkerne i Lilleasien og det sydlige Anatolien og Kilikien generobres.

1137-1138: Felttog med korsfarerstaterne Antiokia og Edessa i Kilikien og Syrien. 

1143-1180: Manuel 1. Komnenos kejser.

1155-1158: Trods indledningsvis succes, mislykkedes det byzantinske forsøg på generobring i Syditalien.

1167: Slaget ved Sirmium. Sejren over ungarerne sikre byzantinsk kontrol med Bosnien, Kroatien og Dalmatien.

1176: Slaget ved Myriokefalon. Nederlaget til seldsjukkerne sætter punktum for Manuel 1.'s ambitioner om generobring af det centrale og østlige Lilleasien.

1177: Slaget ved Hyelion og Leimocheir. En tyrkisk hær nedkæmpes i et bagholdsangreb.

1180-83: Alexios 2. kejser med sin mor, Maria af Antiochia, som regent.

1182: Den upopulære Maria væltes af Andronikos Komnenos, fætter til Manuel 1. Hun myrdes kort efter. Latinermassakren i Konstantinopel.

1183: Andronikos lader sig hylde som kejser. Den 14 årige Alexios 2. myrdes kort tid efter på ordre fra Andronikos.

1184: Andronikos 1. Komnenos' styre bliver mere og mere tyrannisk og paranoidt. Flere prominent adelige myrdes.

1185: Normannerne invaderer riget. Andronikos væltes under et oprør efter kejserens fejlslagne mordforsøg på adelsmanden Isak Angelos, der udråbes til kejser. 

1185-1204: Angelos dynastiet.

1185: Isak 1. Angelos kejser.

1185: Normannernes invasion af riget besejres i Slaget ved Demetritzes. 

1185-1194: Gentagne fejlslagne felttog mod bulgarske oprører og gradvist tab af Bulgarien.

1195: Alexios 3. Angelos kejser efter han vælter sin bror, Isak 1. under felttog mod bulgarerne Isak blindes og fængsles.

1195-1202: Under Alexios 3. svækkes riget fortsat kraftigt og store landområder tabes på både Balkan og i Lilleasien.

1203: Første belejring af korsfarerne og venetianerne i Det fjerde korstog. Alexios 3. væltes og den blinde Isak 2. indsættes som kejser. Korsfarerne tvinger Isak til at krone sin søn, Alexios 4. som med-kejser. 

1204: Det skrøbelige forhold mellem byzantinerne og korsfarerne forværres da hverken Alexios 4. eller Isak 2. er i stand til at indfri de løfter, som Alexios. har lovet korsfarerne til gengæld for at bringe ham til magten. Forholdet bryder totalt sammen, da Isaak 2. og Alexios 4. myrdes af Alexios Doukas, der krones som Alexios 5. Efter kortvarig belejring, bryder korsfarere gennem byens forsvar, kejseren flygter og Konstantinopel plyndres og besættes. Det byzantinske rige foreløbig opløst.

1204-61: Det Latinske kejserdømme i Konstantinopel. Byzantinske eksilriger i Trapezunt, Epiros og Nikæa.

1261: Byzantinerriget genoprettes da tropper fra Nikæa lukkes ind i byen af civile, mens det meste af garnisonen er på felttog.

1261-1453: Palæologos dynastiet.

1354: Tyrkerne får første gang fodfæste i Europa.

1439: Den græske kirke underlægges officielt den romerske i forgæves forsøg på at få militærhjælp mod tyrkerne.

1448-53: Konstantin 11. sidste byzantinske kejser, søger forgæves hjælp i Vesteuropa.

1451: Muhammed 2. osmannisk sultan, forbereder straks angreb på Konstantinopel.

1453: Tyrkerne erobrer Konstantinopel d. 29. maj, det Byzantinske Rige ophører.

Efterspil efter rigets fald

1461: Kejserriget Trapezunt erobres af tyrkerne. Dermed ophører den sidste byzantinske stat.

1472: Ivan 3. af Moskva gifter sig med Sophia Palaiologina, en niece til den sidste byzantinske kejser.

Ægteskabet lægger grunden til de russiske herskeres opfattelse af dem selv som arvtagere efter Byzans.